# HD 3644
HD3644 є хімічно пекулярною зорею спектрального класу
A0 й має видиму зоряну величину в
смузі V приблизно  8.9.